# Charaxes maximus
Charaxes maximus är en fjärilsart som beskrevs av Van Someren 1971. Charaxes maximus ingår i släktet Charaxes och familjen praktfjärilar. Inga underarter finns listade i Catalogue of Life.